# Gârla Mare
Gârla Mare – wieś w Rumunii, w okręgu Mehedinți, w gminie Gârla Mare. W 2011 roku liczyła 3382 mieszkańców.